# História do Alabama
O Alabama é um estado independente desde 14 de dezembro de 1819, sendo o vigésimo segundo estado a entrar na união.
Alabama declarou sua separação em janeiro de 1861 e se juntou ao Estados Confederados da América. O que fez seguir a Guerra Civil Americana. O Alabama foi readmitido à união em 1865.

## Colonização
Os espanhóis foram os primeiros europeus a chegarem ao Alabama, reivindicando terras para a Coroa, a partir daí a região foi batizada de a região de La Florida.
Os franceses chegaram ao Alabama em 1702, fundando um assentamento nas aproximidades do Rio Mobile.

## Divisão
Em 1817, o Território do Mississippi foi dividido. A porção ocidental tornou-se o estado de Mississippi, e na porção leste tornou-se o Território do Alabama.

## Maioria partidária
Com a eleição de Guy Hunt como governador em 1986, o estado se tornou um dos estados mais republicanos do país, enquanto o Partido Democrata ainda domina e assembleias legislativas.